# Regione del Mara
La regione del Mara è una regione della Tanzania. Prende il nome dal fiume omonimo e ha come capoluogo la città di Musoma.

## Distretti
La regione è suddivisa amministrativamente in sette distretti:
- Musoma urbano
- Musoma rurale
- Bunda
- Butiama
- Rorya
- Serengeti
- Tarime